# Антропов Олексій Петрович
Олексі́й Петро́вич Антро́пов (рос. Алексей Петрович Антропов; 14 (25) березня 1716, Санкт-Петербург, Московія — 12 (23) червня 1795, Санкт-Петербург, Російська імперія) — російський митець-портретист, автор монументального розпису, академік Імператорської Академії мистецтв.

## Життєпис
З 1739 його вчителями стали француз Луї Каравак, а згодом А. Матвєєв, М. Захаров та І. Вишняков. В складі команди Вишнякова він виконав чимало монументально-декоративного розпису у стилістиці західного бароко: у Зимовому палаці (1744—1745) та Літньому (1748), Царськосільскому (1749) й інших палацах, а у 1750 працював в Оперному домі, де писав декорації під керівництвом італійських майстрів Джузеппе Валеріані та Антоніо Перезинотті.
Пензлю майстра належать ікони «Тайна Вечеря» (оцінюється у суму майже 2 млн доларів), «Благовіщення», «Успіння Богородиці» та «Апостол Андрій Первозванний» що були виконані у Києві в 1752 в збудованій згідно з проєктом Бартоломео Растреллі архітектором Іваном Мічуріним Андріївській церкві.
Писав також і державні парадні портрети за старими зразками, відшліфовуючи живописне мистецтво. Серед них декілька схожих між собою портретів імператриці Єлизавети Петрівни (1753—1755). Високою оцінкою праці Антропова стало запрошення у кінці 1755 у Москву для розпису за ескізами П. Градиці та С. Горяїнова плафонів у Головинському палаці, де часто гостювала сама імператриця.

## Твори
До найкращих творів належать «Портрет А. М. Ізмайлової» (1754, Третьяковська галерея), «Портрет М. А. Румянцевої» (1764, Російський музей). Вони приваблюють реалістичною правдивістю і досконалістю характеристики. У парадному портреті Петра III (1762, Російський музей) виразно й правдиво передав зовнішність імператора — невеличну, маловиразну. Перебуваючи в Києві, зазнав впливу українського мистецтва. «Портрет отамана Ф. І. Краснощокова» (1761, Російський музей) має багато спільних рис з українським портретом 18 століття, з так званою «парсуною».
Твори Антропова є важливою ланкою в розвитку російського портрета.

## Портрети пензля Антропова

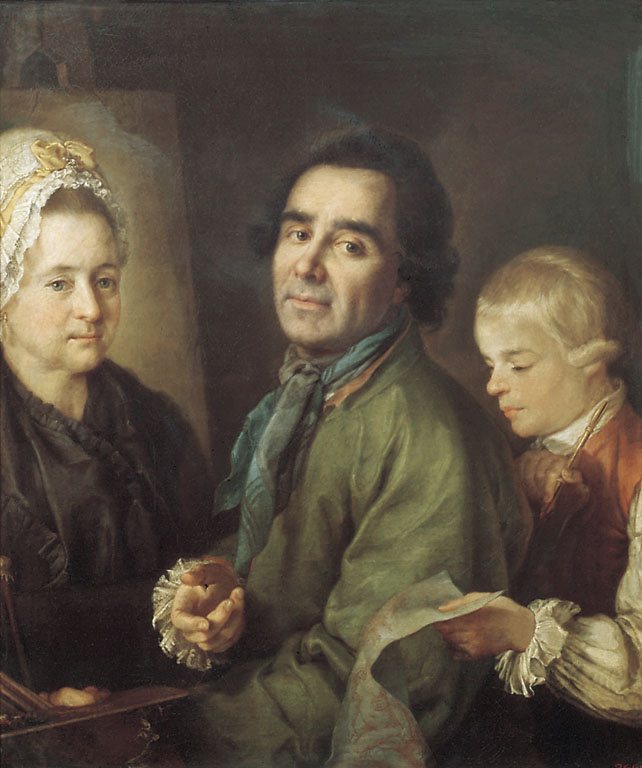
«Самопортрет з сином перед портретом дружини»
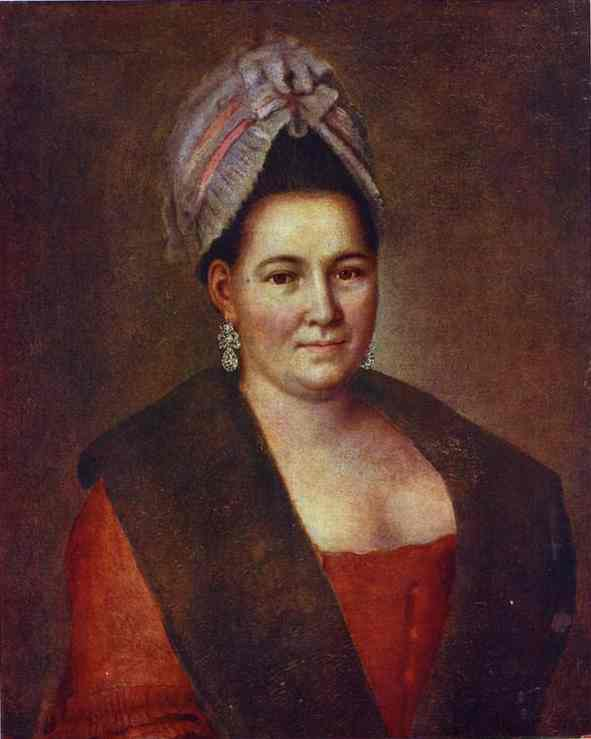
«Невідома пані в червоному»
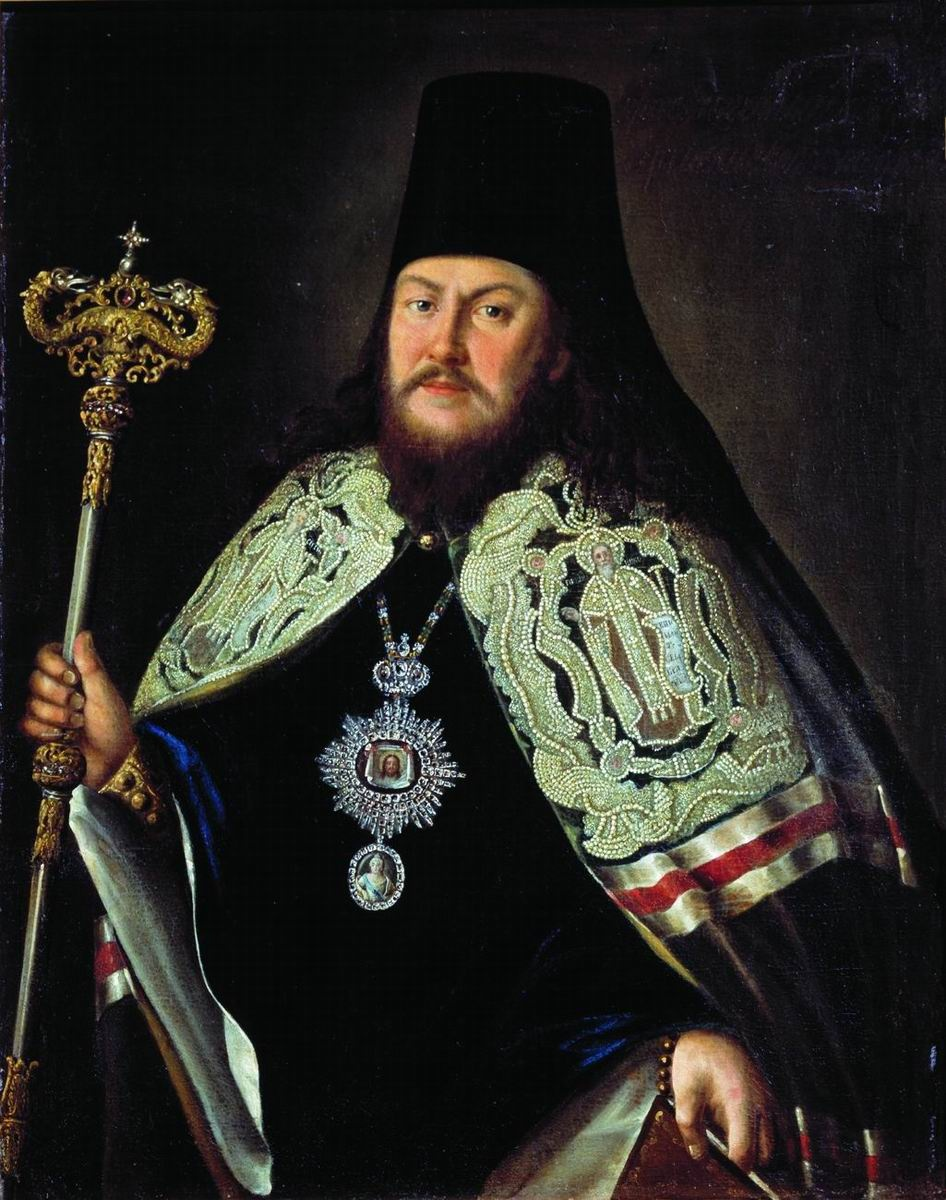
«Тверський архієпископ Платон Левшин»
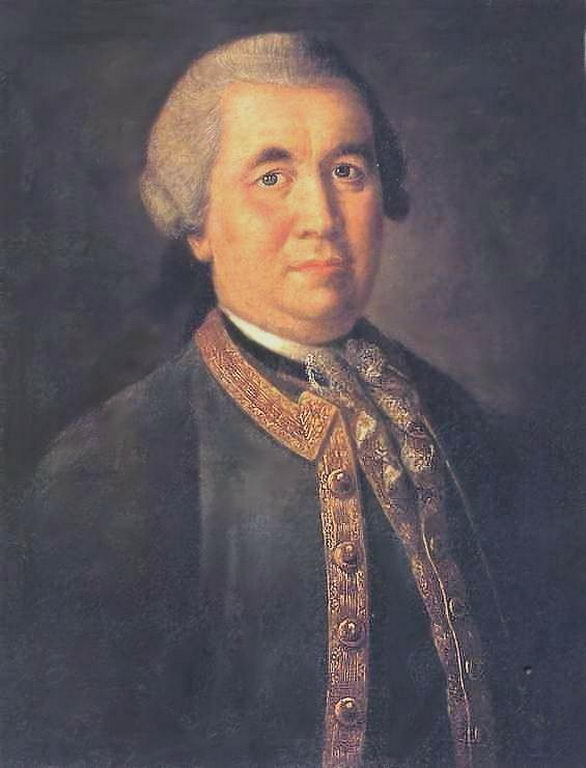
«Петро Андрійович Количев»
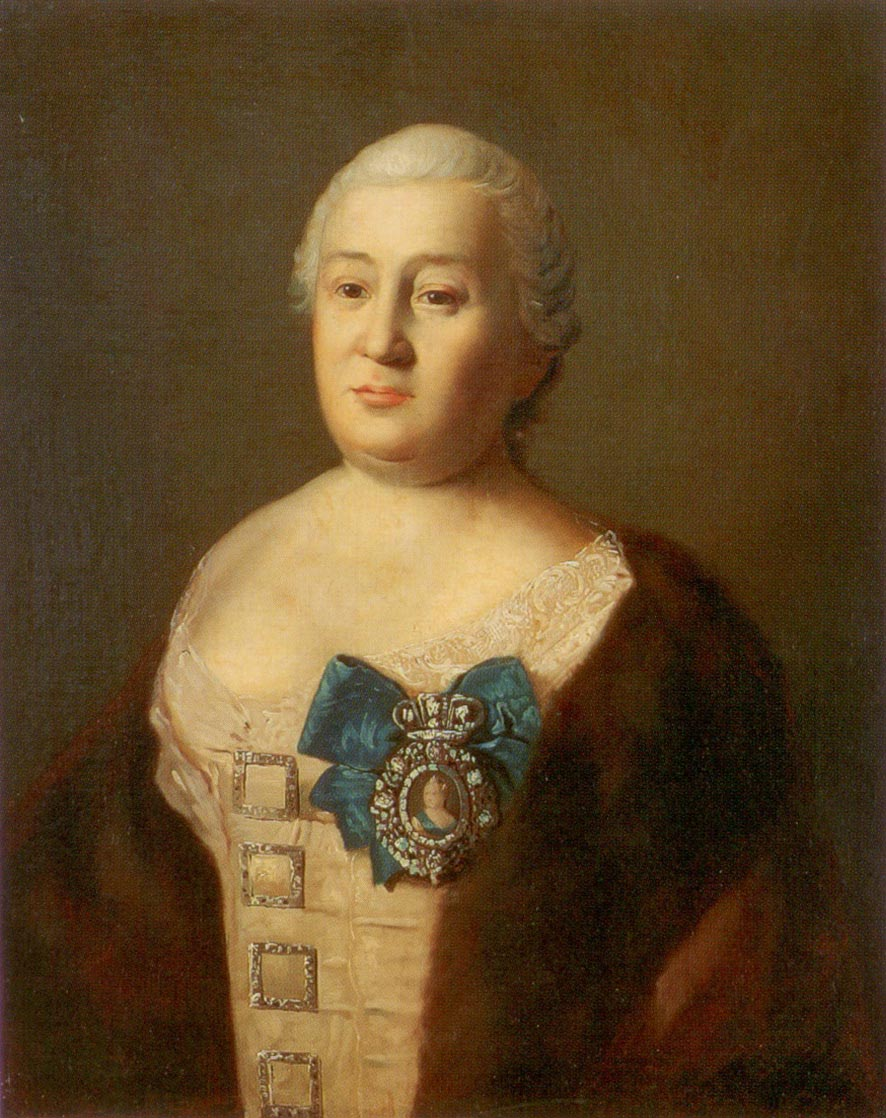
«Мавра Шувалова»
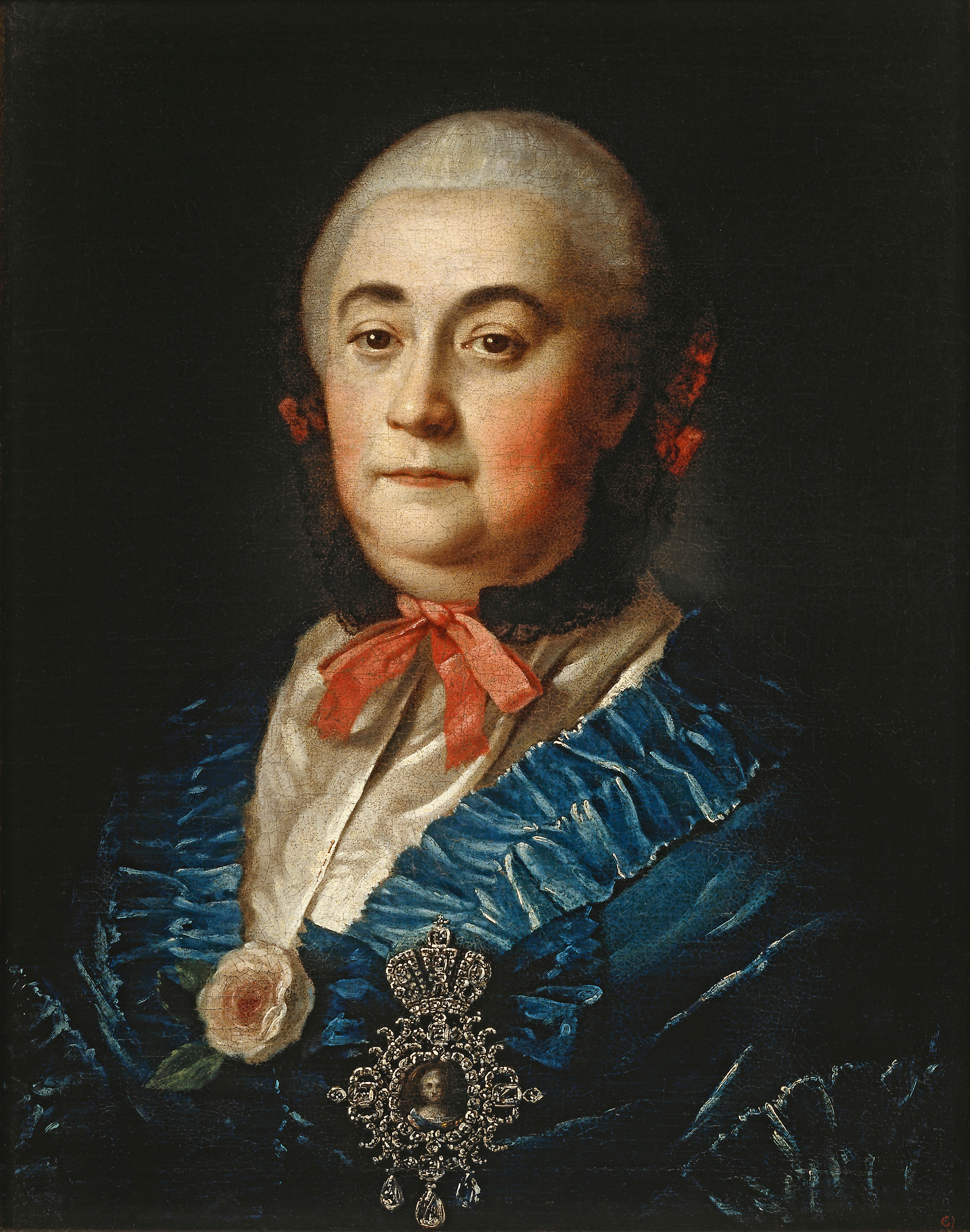
Ізмайлова
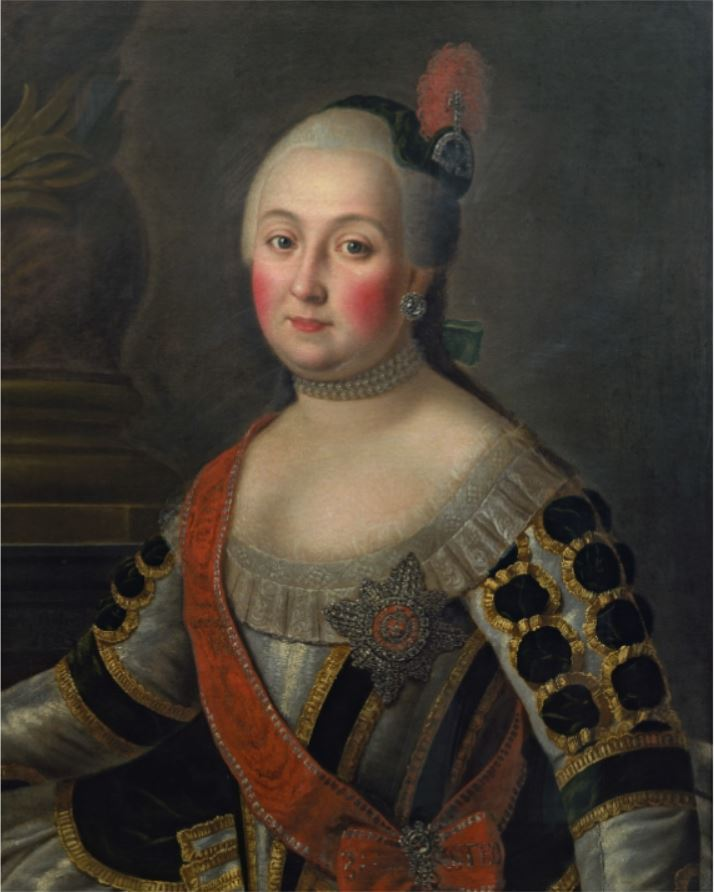
Анна Карловна Воронцова, удова канцлера
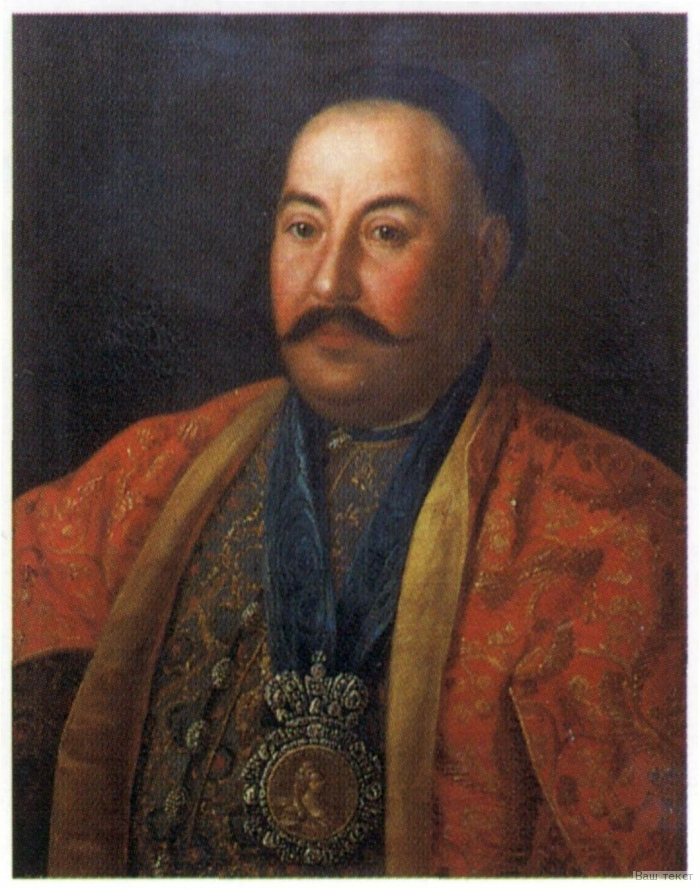
Отаман Ф. Краснощоков
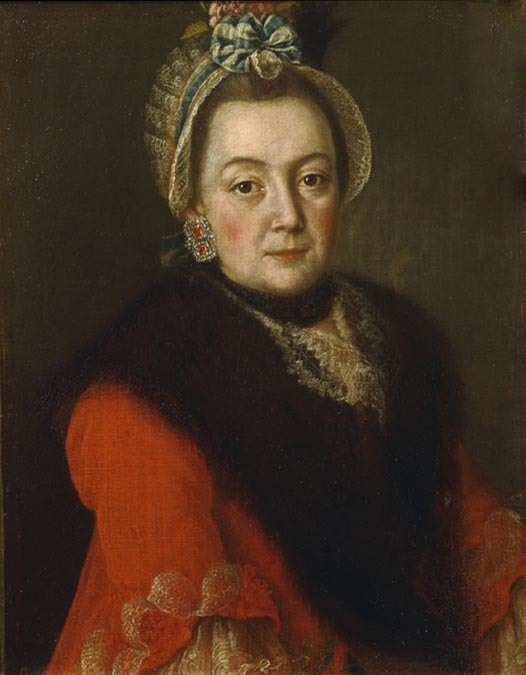
Анна Іванівна Количева

## Портрети царських особ

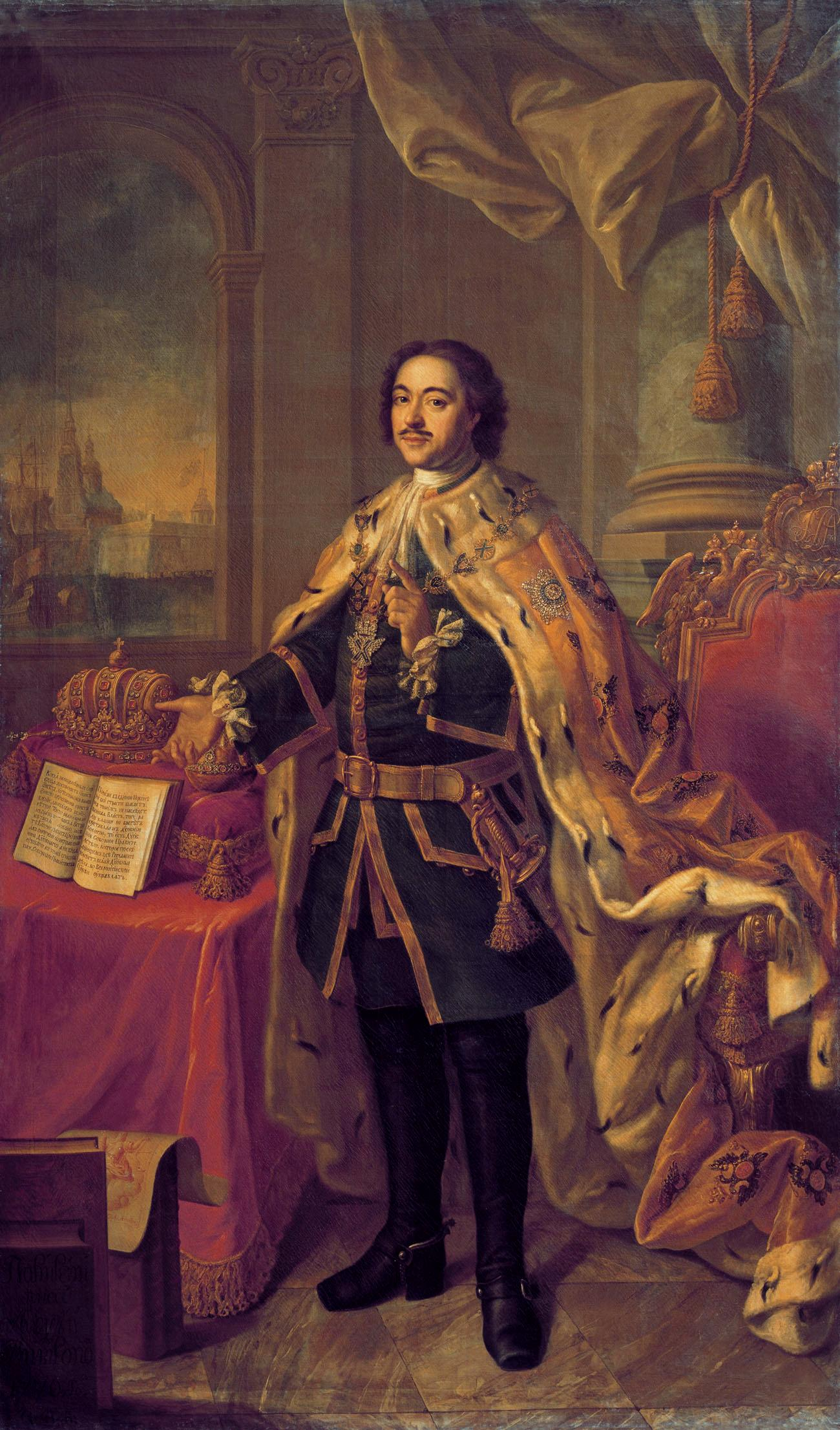
«Петро І»
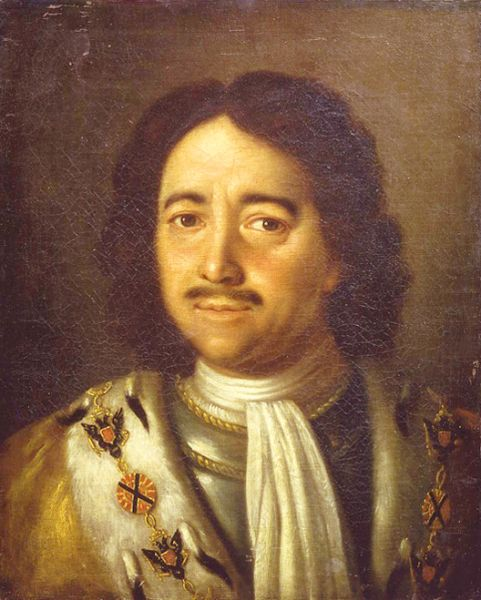
Петро І
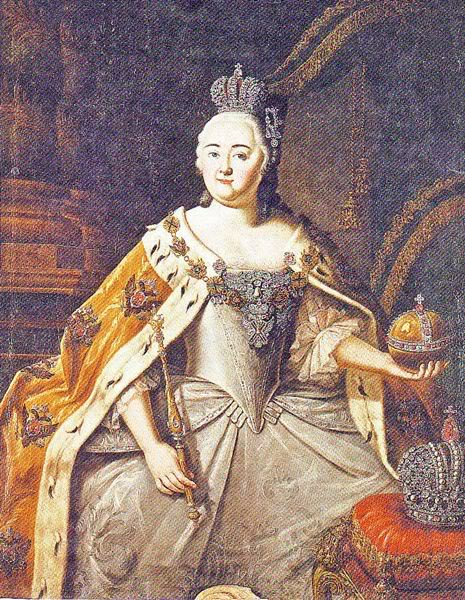
Єлизавета Петрівна
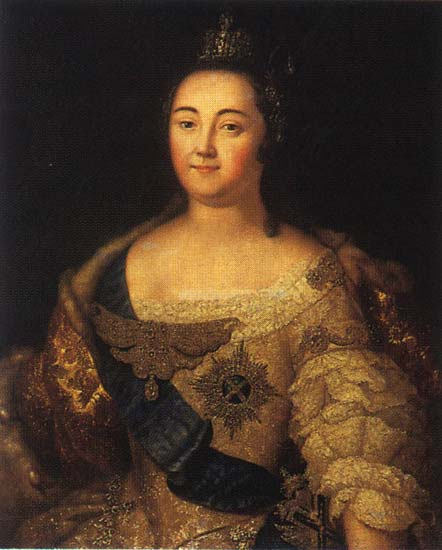
Єлизавета Петрівна
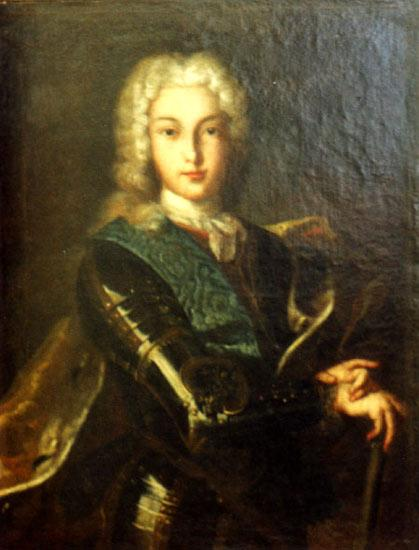
«Петро ІІ»
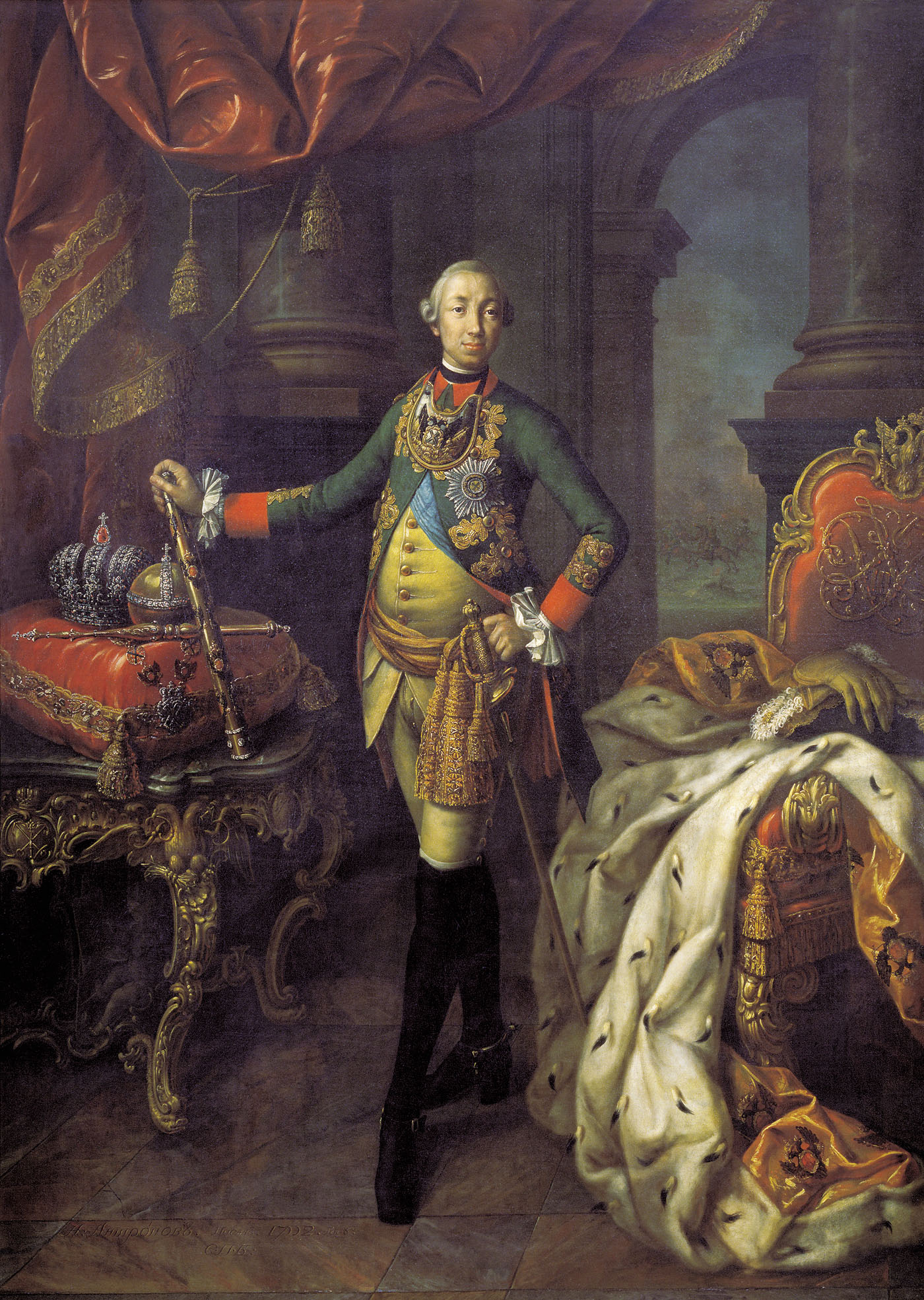
Петро III, 1762
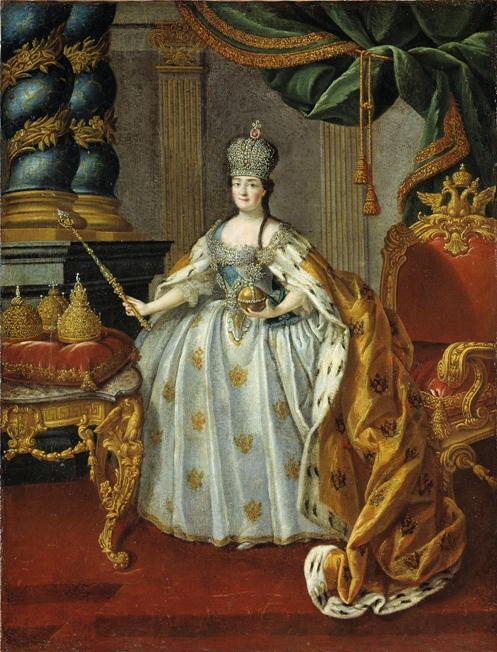
Катерина ІІ, 1766 (ГРМ)
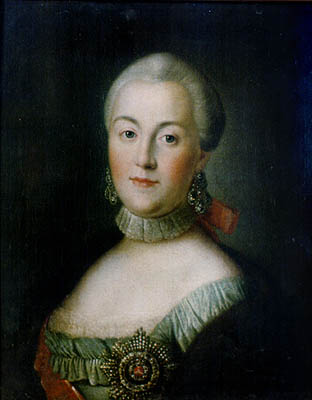
Портрет великої княгині Катерини Олексіївни, 1750-і
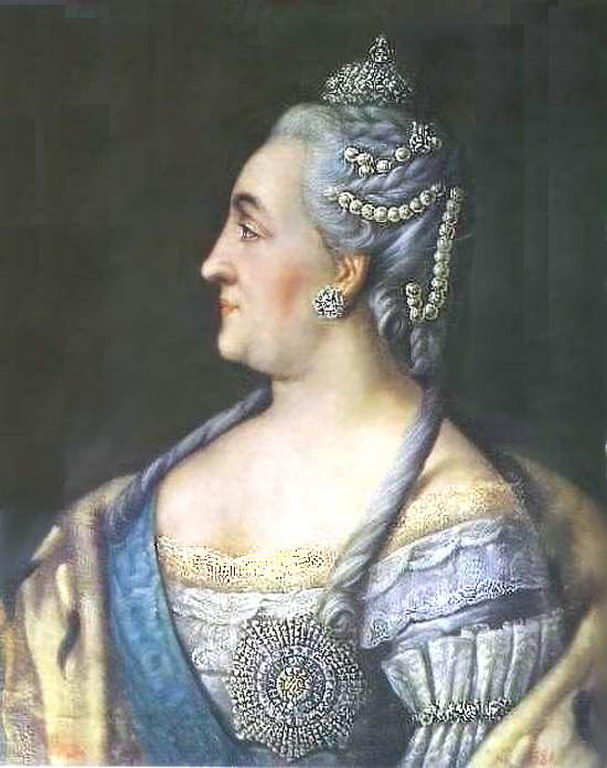
«Катерина ІІ в профіль»